# Tam Sheang Tsung
Tam Sheang Tsung (sinh ngày 24 tháng 5 năm 1995) là một cầu thủ bóng đá người Malaysia.

## Sự nghiệp câu lạc bộ
Tam Sheang Tsung đã từng chơi cho Avispa Fukuoka, Kataller Toyama và Gainare Tottori.